# Pleurothallis crateriformis
Pleurothallis crateriformis är en orkidéart som beskrevs av Charles Schweinfurth. Pleurothallis crateriformis ingår i släktet Pleurothallis och familjen orkidéer. Inga underarter finns listade i Catalogue of Life.